# Disney Channel (sud-est asiatico)
Disney Channel è stato un canale televisivo asiatico di proprietà della Walt Disney Company e versione locale della rete statunitense omonima.
È stato disponibile in Taiwan, Indonesia, Malaysia, Filippine, Hong Kong e Singapore.

## Storia
Disney Channel ha iniziato le trasmissioni a Taiwan il 29 marzo 1995, segnando la sua prima trasmissione all'estero. E dopo il lancio dell'Australia nel giugno 1996, il 15 gennaio 2000 Disney Channel è stato ufficialmente lanciato in Malesia, Singapore, Brunei e Filippine e dal 1º luglio 2002 anche in Corea del Sud, paese dal quale si è separata il 1º luglio 2011.
Disney Channel, Disney XD e Disney Junior hanno interrotto la trasmissione a Singapore il 1 giugno 2020 dopo non aver rinnovato i loro contratti, sia su Singtel che su StarHub, nonostante abbia causato l'interruzione dei dipendenti da COVID-19.
Il 1 ° gennaio 2021, Disney Channel e Disney Junior hanno interrotto la trasmissione in Malesia, seguita da Indonesia, Vietnam e il resto dell'Asia il 1 ottobre 2021, a mezzanotte (ora di Giacarta).
Tuttavia, Disney Channel a Taiwan continuerà ad operare, fino alla sua cessazione il giorno di Capodanno il 1 gennaio 2022.
La maggior parte dei suoi contenuti (compresi i programmi di terze parti) verrà sostituita su Disney+ Hotstar e Disney+.

## Altre versioni

### Disney Junior
Inizia le trasmissioni il 2 aprile 2004 come "Playhouse Disney",  finendo per espandersi nel sud-est asiatico tra il 2004 e il 2005. L'11 luglio 2011 cambia nome in "Disney Junior". Termina le trasmissioni il 1 giugno 2020 in Singapore, insieme a Disney XD e Disney Channel, a causa del mancato rinnovo dei contratti con le piattaforme Starhub e Singtel.